# Jerzy Niewiadomski
Jerzy Niewiadomski (ur. 9 maja 1923 we Lwowie, zm. 27 stycznia 2013) – polski inżynier, prof. dr hab.

## Życiorys
W 1949 ukończył wyższe studia w Politechnice Śląskiej na Wydziale Inżynieryjnym i Budowlanym, w 1959 obronił pracę doktorską, a w 1965 habilitował się. W 1983 nadano mu tytuł profesora.
Objął funkcję dziekana na Wydziale Budownictwa, prodziekana  ds. nauki na Wydziale Budownictwa Ogólnego i Przemysłowego Politechniki Śląskiej. Był zastępcą kierownika w Katedrze Konstrukcji Budowlanych oraz kierownikiem w Zakładzie Konstrukcji Metalowych.

## Odznaczenia
- Złoty Krzyż Zasługi[1]
- Medal Komisji Edukacji Narodowej[1]
- Odznaka Honorowa Zasłużonemu dla Politechniki Śląskiej[1]
- Złota Odznaka Zasłużonemu w Rozwoju Województwa Katowickiego[1]
- Krzyż Komandorski Orderu Odrodzenia Polski[1]